# Agrostis schneideri
Agrostis schneideri é uma espécie de gramínea do gênero Agrostis, pertencente à família Poaceae.